# Sự kiện Lonnie Zamora

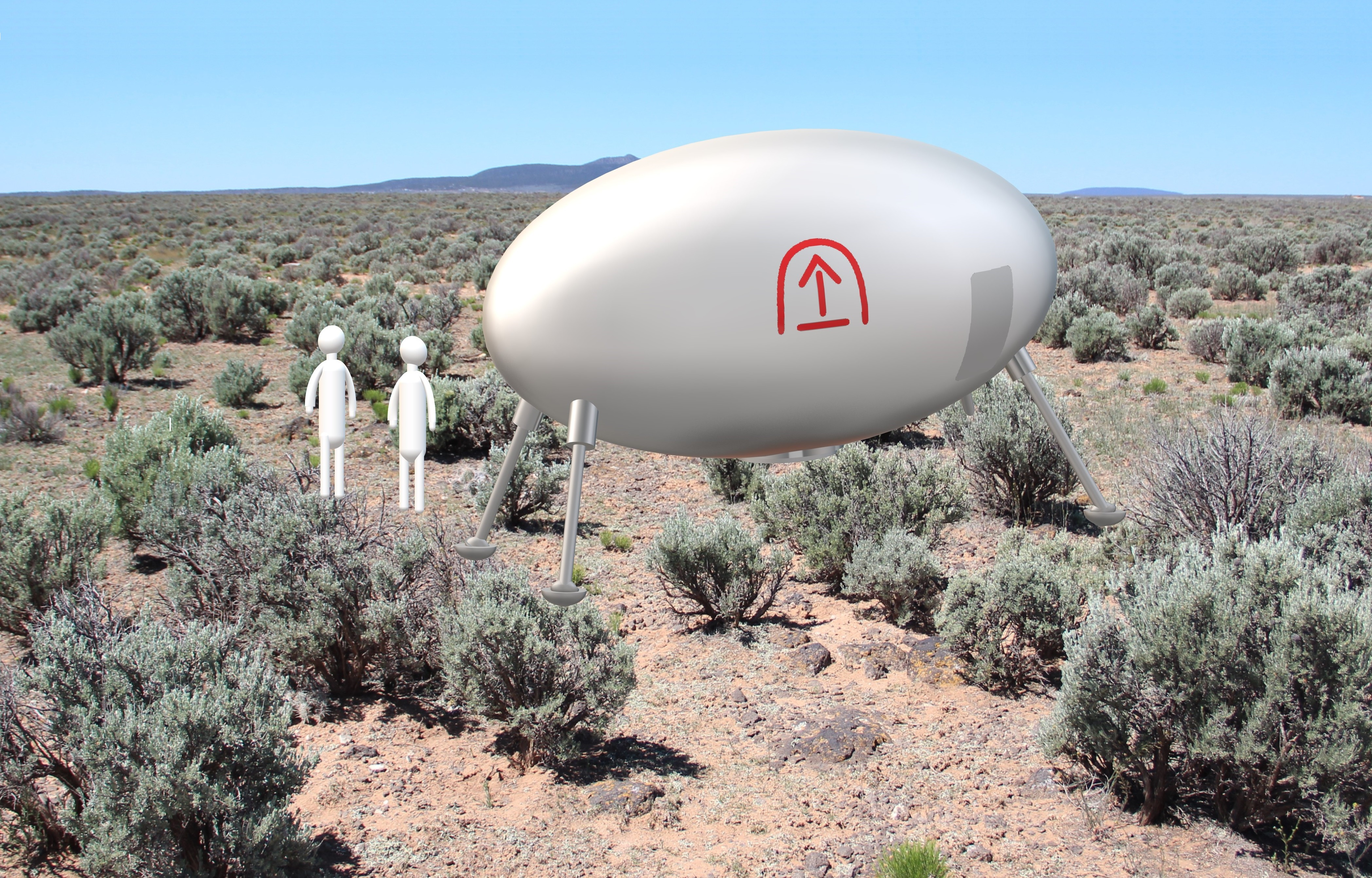
Minh họa về chiếc UFO dựa trên ấn tượng của Zamora.

Sự kiện Lonnie Zamora là một cuộc gặp gỡ ở cự ly gần với UFO diễn ra vào thứ Sáu ngày 24 tháng 4 năm 1964, vào khoảng 5 giờ 50 phút chiều, ở ngoại ô  Socorro, New Mexico. Một số nhân chứng chủ yếu xuất hiện để báo cáo phiên bản của họ về sự kiện này, bao gồm sự tiếp cận của con tàu, ngọn lửa dễ nhận thấy và bằng chứng vật lý được cho là đã bị bỏ lại ngay sau đó. Lonnie Zamora, một sĩ quan cảnh sát Socorro đang làm nhiệm vụ tại thời điểm đó, tuyên bố đã đến gần vật thể và cung cấp một báo cáo kéo dài và toàn diện nhất. Một số bằng chứng dấu vết về vật chất đã để lại—đốt cháy thực vật và đất đai, số dấu vết đổ bộ lên mặt đất, và những mảnh vụn kim loại trên một tảng đá vỡ ở một trong những cái dấu đó—sau đó được quan sát và phân tích bởi các nhà điều tra đến từ quân đội, cảnh sát, và các nhóm UFO dân sự.
Sự kiện và chứng cứ của nó đôi khi được coi là một trong những báo cáo UFO được ghi lại và gây khó chịu nhất. Nó đã được điều tra ngay bởi Quân đội Mỹ, Không quân Mỹ, và FBI, và nhận được sự bao phủ đáng kể trên các phương tiện thông tin đại chúng. Đó là một trong những trường hợp đã giúp thuyết phục nhà thiên văn J. Allen Hynek, một trong những nhà điều tra đầu tiên của Không quân, rằng một số báo cáo UFO đại diện cho một bí ẩn hấp dẫn. Sau quá trình điều tra rộng rãi, Dự án Blue Book của Không quân đã không thể đưa ra được một lời giải thích thông thường và liệt kê vụ này là trường hợp "không thể xác minh".

## Diễn biến
Năm 1964, trong lúc lái xe tuần tra trên đường, viên cảnh sát viên người Mỹ Lonnie Zamora tình cờ nhìn thấy một chùm sáng lạ màu cam xanh ở phía xa kèm theo tiếng gầm lớn. Nghĩ rằng có một vụ nổ xảy ra gần đó, ông bèn lái xe chạy về hướng tiếng nổ để kiểm tra tình hình. Khi đến nơi, người đàn ông này đã không thể tin vào mắt mình, một cỗ máy kim loại có kích thước bằng một chiếc xe hơi ẩn hiện trong đám lửa. Trong thoáng chốc, nghĩ rằng có thể vật thể lạ này là một chiếc xe bị lật nhưng khi lại gần hơn để quan sát, ông nhận thấy "chiếc xe" hoàn toàn không có cửa ra vào. Cùng lúc đó, hai sinh vật lạ xuất hiện quanh cỗ máy lạ và có những hành động kỳ lạ hướng về phía ông. Quá sợ hãi, Zamora lập tức quay đầu xe bỏ chạy rồi gọi về tổng cục báo cáo.
Vụ việc đã trở nên rùm beng suốt một thời gian dài sau đó, ngay cả khi Không quân Mỹ vào cuộc điều tra. Tuy nhiên, bất chấp những nỗ lực tìm kiếm manh mối, sự thật về con tàu vũ trụ và những sinh vật kỳ lạ theo lời kể của viên cảnh sát Lonnie Zamora vẫn chìm trong bế tắc. Cho đến nay, không ai có thể khẳng định điều gì đã xảy ra và liệu lời khai của nhân chứng có chính xác không.
Về phần Zamora, do quá chán ngán với việc suốt ngày bị thẩm vấn, làm phiền với những câu hỏi từ hàng đống nhà nghiên cứu UFO và Không quân, ông đã quyết định thôi việc cảnh sát và xin một công việc khác, bình yên hơn tại một trạm xăng. Ông qua đời vì lên cơn đau tim vào ngày 2 tháng 11 năm 2009, tại Socorro, thọ 76 tuổi.

## Điều tra
Trong vài giờ đồng hồ, lời nói về vụ chạm trán UFO của Zamora đã bay đến chỗ giới tin tức: nhiều người nghe được tin này từ đài vô tuyến giao thông, bao gồm cả một số phóng viên. Trong vài ngày tới, các phóng viên của hãng tin Associated Press và United Press International đều có mặt tại Socorro. Các thành viên của nhóm nghiên cứu UFO dân dụng APRO đã xuất hiện trong vòng hai ngày, cũng như các nhân viên đại diện cho Dự án Blue Book của Không quân Mỹ. Giới điều tra NICAP đã xuất hiện vào ngày thứ Ba. Nhà điều tra đầu tiên của NICAP là Ray Stanford, người sau này sẽ viết một cuốn sách chi tiết về cuộc điều tra của ông.

### Các nhân chứng khác
Một số nhân chứng độc lập đã báo cáo một chiếc tàu có dạng hình "trứng" hoặc một ngọn lửa màu xanh vào cùng khoảng thời gian và trong cùng một khu vực – một vài trong số đó chỉ vài phút sau cuộc gặp gỡ của Zamora, trước khi nó lan truyền ra khắp cả nước. Stanford đã viết về một số nhân chứng xác nhận trong cuốn sách của ông, trong đó có hai khách du lịch tên là Paul Kies và Larry Kratzer, đang lái xe tiến đến gần Socorro từ phía tây nam, cách địa điểm chưa đầy một dặm. Họ xem chừng đã tận mắt chứng kiến việc hạ cánh hoặc cất cánh và báo cáo trông thấy ngọn lửa và bụi màu nâu bị văng lên. Câu chuyện của họ đã được kể lại trong Dubuque, Iowa Telegraph-Herald một vài ngày sau khi họ trở lại nơi đó.
Một gia đình gồm năm khách du lịch đến từ Colorado đi về hướng bắc cũng đã nhìn thấy vật thể hình bầu dục khi nó tiếp cận Socorro ở độ cao rất thấp, đi về hướng đông sang hướng tây ở phía nam thị trấn. Nó bay trực tiếp phía trên chiếc xe của họ chỉ cách đó vài feet. Sau cuộc đụng độ này, nhóm khách du lịch dừng lại vì khí đốt ở Socorro. Danh tính của họ chẳng bao giờ được phát hiện, nhưng câu chuyện này lại nghe được từ nhà khai thác trạm dịch vụ, Opal Grinder, người đã báo cáo vụ việc vào lúc đó và sau đó đã ký một bản khai tuyên thệ vào năm 1967. Theo Grinder cho biết, người chồng đã kể với ông rằng "Máy bay của ông hẳn là bay thấp xung quanh đây!" và vật thể đó gần như đã vọt ra khỏi mui xe của họ. Người đàn ông này nghĩ rằng nó đang gặp rắc rối vì nó đã đáp xuống phía tây xa lộ thay vì sân bay gần đó về phía nam. Anh ta nhìn thấy chiếc xe cảnh sát tiến lên đồi hướng về phía trước vật thể đó, anh ta nghĩ mình cần đến sự trợ giúp.:16
Theo Stanford, một nhân chứng khác đã gọi điện cho đài truyền hình Albuquerque vào khoảng 5 giờ 30 phút chiều để trình báo một vật thể hình bầu dục ở độ cao thấp di chuyển từ từ về phía nam hướng về Socorro.:82 Báo cáo này cũng được phóng viên đài phát thanh KSRC Socorro là Walter Shrode cung cấp khi ông phỏng vấn Zamora trên đài phát thanh vào ngày hôm sau. Zamora nói ông chẳng nghe nói gì về báo cáo này. Shrode nghĩ rằng đây có thể là cùng một vật thể mà Zamora đã gặp phải chỉ 20 phút sau đó và giúp xác nhận bản báo cáo của ông. Một số câu chuyện khác xuất hiện trên các tờ báo New Mexico trong những ngày tiếp theo của những cuộc chạm trán các vật thể hình bầu dục, bao gồm một trường hợp hạ cánh khác với lớp đất bị cháy gần La Madera ở miền bắc New Mexico. Cũng tương tự như sự kiện Socorro, báo cáo của FBI về trường hợp La Madera đã ghi nhận thêm rằng các nhân chứng báo cáo một ngọn lửa màu xanh-trắng liên quan đến vật thể, để lại bốn dấu hiệu hình chữ nhật, hình chữ V và một vài đường tròn có đường kính khoảng 4 inch.
Stanford cũng lưu ý rằng có một số lượng lớn các nhân chứng nghe nói đến tiếng gầm lớn của vật thể trong quá trình cất cánh và hạ cánh. Một thành viên của văn phòng cảnh sát trưởng Socorro đã nói với ông rằng có tới "hàng trăm người" ở phía nam thị trấn đã nghe rõ thứ tiếng gầm đó. Stanford kể lại rằng chính ông đã nói chuyện với hai phụ nữ nghe được tiếng gầm trước lúc 6 giờ sáng. Họ nói rằng có hai tiếng gầm khác nhau, có lẽ một phút hoặc xa hơn.:85–87
Ngoài các nhân chứng trên, Stanford còn cho biết có ba người khác đã gọi cảnh sát cử người đến hiện trường ngay lập tức sau vụ việc, trước khi nó được công bố kể về một ngọn lửa sáng chói. Tháng 10 năm 2009, Stanford lần đầu tiên công khai tiết lộ rằng Trung sĩ Chavez, cảnh sát đầu tiên tới trợ giúp Zamora, đã bí mật tâm sự với đồng nghiệp rằng ông cũng chứng kiến vật thể bay nhanh về phía tây qua các ngọn núi khi ông tiếp cận khu vực này. Trong nhiều cuộc phỏng vấn khác nhau, Zamora hơi khẳng định được khả năng đó, nói rằng Chavez có mặt tại hiện trường trong vòng hai phút sau khi ông điện lại cho đồng nghiệp để nhờ sự hỗ trợ: "...vật thể này vẫn còn đậu khoảng một vài phút khi ông đến"  và "Nếu anh ta (Chavez) quan tâm thì anh ta sẽ thấy nó (bay lên núi)." Tuy nhiên, trong các tuyên bố công khai, Chavez cho biết mình đã đến quá muộn để nhìn thấy vật thể đó. Khi Chavez lần đầu tiên bước đến vị trí của Zamora nơi vật thể đã rời khỏi đây, ông cũng lưu ý rằng những bụi cây bị đốt vẫn còn đang cháy âm ỉ và Zamora dường như đang ở trong trạng thái sốc tinh thần.
Nhiều cảnh sát kịp đến ngay sau đó để giúp đỡ điều tra, bao gồm Ted Jordan và James Luckie. Tất cả đều lưu ý về những đám cháy còn mới tại địa điểm này. Luckie và Chavez được báo Socorro trích dẫn rằng bãi cỏ và những bụi cây greasewood bị đốt cháy "vẫn còn nóng" khi họ tới đây.  Chavez cũng được dẫn lời rằng cỏ khô vẫn "cháy âm ỉ " giống như các cây greasewood.  Jordan sau đó đã điền vào một bản tuyên bố thề rằng, "Khi tôi đến đây, những nhánh cây greasewood vẫn còn đang bốc khói.":160 Zamora cũng được trích dẫn về bụi rậm xanh lá cây "bị đốt cháy bằng hơi nóng thoát ra" và nó "vẫn còn bốc khói vài phút sau khi con tàu khởi hành."  Báo cáo của FBI được viết bởi một nhân viên có mặt tại hiện trường trong vòng hai giờ đồng hồ đã báo cáo tương tự rằng tất cả những người phản hồi đầu tiên đều ghi nhận về "bốn khu vực đang cháy âm ỉ dưới dạng không bình thường."
Chavez lại trích dẫn trong một báo cáo của Không quân được viết hai ngày sau về bụi cây đang bốc khói.  "[Chavez] sau đó đi đến khu vực mà con tàu hoặc vật khả nghi được nhìn thấy và tìm thấy bốn vết lõm mới trong lòng đất và một số bụi rêu cháy hoặc cháy. Khói xuất hiện từ bụi rậm và ông cho rằng nó đang cháy, tuy nhiên không thấy có than và những phần bị đốt cháy trong bụi cây nguội đến mức chạm vào được." Chavez cũng báo cáo về việc bảo vệ khu vực và tìm kiếm sự hiện diện của các hoạt động khác của con người. Ông không thể tìm thấy vết tích nào khác bênh cạnh Zamora và "kiên quyết" rằng không có "hoạt động của vết xe" nào khác (dấu chân hoặc các dấu khác) trong khu vực. Ngoài ra, Chavez cũng trích dẫn trong bản báo cáo nói rằng những vết lõm trông còn mới:  "Ông tuyên bố rằng các dấu hiệu này chắc hẳn còn 'mới', và bụi bẩn cho thấy bằng chứng của 'giọt sương' hoặc độ ẩm." 
Tương tự như vậy, một số cảnh sát về sau đã nói với Stanford rằng bất cứ điều gì đã tạo ra các dấu vết hạ cánh hình chữ nhật, hình nêm dường như đã thâm nhập vào lớp đất mềm ở dưới, vì đáy của những dấu vết này ẩm ướt trong nhiều giờ đồng hồ, cho thấy những vết tích mới được thực hiện.  Hynek cũng bình luận về sự tươi mới của những dấu đất trong một bức thư gửi cho nhà thiên văn học Donald Menzel: "Tôi có chín nhân chứng đã nhìn thấy những dấu vết trong vòng vài giờ đồng hồ, họ cho tôi biết dấu vết ở chính giữa đã ẩm ướt như thể lớp đất phía trên cùng đã được đẩy nhanh sang một bên."
Nhân viên điều tra của FBI cũng cho thấy những dấu vết hình chữ nhật "dường như đã được thực hiện bởi một vật thể đáp xuống mặt đất ở một góc từ đường trung tâm" đang đẩy "một số đất ở phía bên kia."  Đồng thời quan sát được "ba dấu tròn trên mặt đất có kích thước nhỏ, đường kính khoảng 4 inch và thâm nhập vào lớp cát khoảng xấp xỉ một phần tám inch."  Sự suy đoán trong cuốn sách của Stanford rằng đây là những vết chân cửa thang dành cho phi hành đoàn ra vào con tàu.

### Không quân vào cuộc
Tối hôm xảy ra vụ việc, Đại úy Richard T. Holder (sau là sĩ quan cấp cao tại White Sands, khi các sĩ quan cấp cao hơn về nhà nghỉ vào cuối tuần) và nhân viên FBI Arthur Byrnes, Jr. đã cùng phỏng vấn Zamora. Tuy nhiên, vì các lý do vẫn còn chưa rõ ràng, FBI đưa ra yêu cầu phải giữ kín sự hiện diện của họ tại hiện trường.:213 Zamora suy đoán rằng vật thể mà mình chứng kiến là một loại máy bay mới phát triển đang được thử nghiệm tại Bãi phóng Tên lửa White Sands hoặc nằm gần Căn cứ không quân Holloman. Holder đã bỏ rơi ý tưởng này, và sau đó trích dẫn trong một tờ báo Socorro nói rằng đã có sự canh giữ của quân đội để "không có vật thể nào có thể so sánh với vật thể được mô tả ... Không có phi vụ cất cánh nào được tiến hành trong thời điểm xảy ra sẽ tạo thành các điều kiện được báo cáo."
Sau khi phỏng vấn Zamora, Holder và một số sĩ quan quân đội đã tới hiện trường. Sử dụng đèn pin, họ phong tỏa khu vực, tiến hành đo đạc và lấy mẫu cát và những bụi cây cháy xém. Lời tuyên bố "cát bị dính lại" đang được thu hồi từ bãi hạ cánh trong một thời gian là vô căn cứ; thậm chí Hynek nói rằng ông chưa từng nghe nói về những tin đồn như thế này trong suốt quá trình điều tra của mình.:218
Sáng hôm sau vào ngày Chủ nhật, Holder bỗng nhiên nhận được một cú điện thoại từ một viên Đại tá từ Hội đồng Tham mưu trưởng Liên quân Hoa Kỳ. Là một Đại úy trẻ tuổi, Holder đã rất ngạc nhiên và lo lắng khi nói chuyện với một sĩ quan cao cấp quan trọng như vậy. Theo lệnh của Đại tá, Holder liền nộp một bản báo cáo về cuộc điều tra của mình qua một đường dây hỗn độn an toàn. Thậm chí nhiều năm sau, Holder cũng tự hỏi về các quan chức quân sự hàng đầu của Mỹ, "tại sao họ lại tỏ ra quan tâm đến vậy?"
Nhà thiên văn học J. Allen Hynek (cố vấn của Blue Book) đã đặt chân tới Socorro vào ngày thứ Ba, 28 tháng 4. Ông đã gặp Zamora và Chavez, và phỏng vấn họ về cuộc gặp gỡ này. Hynek và Thiếu tá Không quân Hector Quintanilla ban đầu nghĩ rằng vụ chứng kiến này có thể được giải thích như là cuộc thử nghiệm của một mô-đun thăm dò Mặt Trăng, mặc dù sau một số cuộc điều tra, Hynek đã xác định rằng điều này có thể được loại trừ ra như là một lời giải thích cho những gì mà Zamora vừa nhìn thấy.:213 Trong một bản ghi nhớ Hynek đã viết rằng "Zamora & Chavez cực lực chống đối KQ [Không quân]". Không quân đã gợi ý rằng trường hợp này thực chất chỉ là một trò lừa bịp, nhưng Zamora đã "bị tổn thương đến mức được coi là một kẻ bịa đặt" và phải mất hơn nửa giờ để Hynek "làm cho anh ta bớt dè dặt hơn" và nghe câu chuyện kể lại từ nhân chứng duy nhất.
Hynek còn viết rằng "Không quân đóng ở Socorro"; họ cũng gợi ý rằng cuộc chạm trán này có lẽ là do Zamora đã nhìn thấy một chiếc tàu quân sự không xác định, dù chiếc tàu này không phù hợp với báo cáo của Zamora. Hynek đã đồng ý với nhiều người khác rằng lời giải thích này "chẳng đi đến đâu" cho đúng với sự thật.
Hynek tiếp tục viết "Tôi nghĩ trường hợp này có thể là 'Phiến đá Rosetta' ... Chưa bao giờ có một trường hợp sinh động với một nhân chứng khó mà bắt bẻ được." Cũng ghi nhận sự thất vọng ngày càng gia tăng của mình với Blue Book, Hynek viết, "Không quân chẳng biết khoa học là cái gì nữa."

## Luận điệu lừa bịp và bác bỏ
Một số người lật tẩy UFO gợi ý rằng trường hợp này chỉ là một trò lừa bịp. Nhà thiên văn học Harvard là Donald Menzel trước tiên đề nghị rằng Zamora từng là nạn nhân của một trò chơi khăm phức tạp được thiết kế bởi những học sinh trung học "lập kế hoạch cho toàn bộ công việc kinh doanh để 'dụ' Zamora." (Hynek đã gợi ý điều này cho một số cư dân Socorro, nhưng họ chẳng thèm quan tâm đến ý tưởng này). Nhiều năm sau, Menzel lập luận rằng Zamora đã nhìn nhầm một cơn lốc cát.
Nhà báo và chuyên gia hoài nghi UFO nổi tiếng Philip J. Klass đầu tiên đề xuất rằng vụ chạm trán của Zamora là do nhìn nhầm hiện tượng sét hòn. Khi sự hạ bệ này đã bị vạch trần bởi chính nó (đặc biệt là bởi nhà vật lý khí quyển và người ủng hộ UFO Tiến sĩ James E. McDonald), Klass liền đổi trắng thay đen và cho rằng vụ chạm trán của Zamora là một phần của sự sắp đặt mà Zamora đã bày ra với viên thị trưởng sau này của Socorro, Holm Bursum, Jr., để thu hút du lịch, tuyên bố Bursum sở hữu khu đất là nơi xảy ra vụ chạm trán của Zamora. Trên thực tế, Bursum không sở hữu bất cứ bất động sản nào như Klass tuyên bố. Klass vẫn ứ khẳng định rằng Bursum hy vọng câu chuyện UFO "bịa đặt" sẽ thu hút khách du lịch đến Socorro, và Bursum có thể phát triển vị trí UFO hạ cánh thành một điểm thu hút khách du lịch. Cả Bursum lẫn Zamora đều phủ nhận những cáo buộc này là vô lý, và địa điểm hạ cánh đã không bao giờ được phát triển đến nơi đến chốn, ngay cả sau khi vụ chạm trán của Zamora đã được công khai trên toàn quốc.
Chuyên gia hoài nghi UFO Steuart Campbell đã bác bỏ cáo buộc lừa đảo của Klass. Ông đã gợi ý rằng vụ chạm trán của Zamora "gần như chắc chắn" là một dạng ảo ảnh của ngôi sao Canopus.

## Kết luận của Blue Book
Không quân đã đưa ra báo cáo chính thức vào ngày 8 tháng 6 năm 1964. Jerome Clark gợi ý bản báo cáo này "bị sàng lọc với đầy lỗi", trong đó có tuyên bố rằng không có nhân chứng nào khác (một số báo cáo cho biết họ đã nhìn thấy trong vài phút về cuộc chạm trán của Zamora) rằng không có sự xáo trộn vào đất (hiển nhiên là sai, dựa trên các bức ảnh của Jordan trong cảnh chụp chưa đầy một giờ sau cuộc chạm trán). Lưu ý rằng họ không đưa ra kết luận về nguồn gốc của đối tượng (không phải là để loại trừ giả thuyết ngoài hành tinh), "Không quân đang tiếp tục điều tra, và trường hợp vẫn còn để mở."
Tuy nhiên, trong một bản báo cáo bí mật chuẩn bị cho CIA, Giám đốc Dự án Blue Book, Thiếu tá Hector Quintanilla, đã cung cấp thêm chi tiết về trường hợp Zamora, "Không có nghi ngờ gì về việc Lonnie Zamora đã nhìn thấy một vật thể để lại ấn tượng đối với mình. không có nghi ngờ gì về độ tin cậy của Zamora, anh ta là một sĩ quan cảnh sát nghiêm túc, một trụ cột của nhà thờ mình, và một người đàn ông có kinh nghiệm trong việc nhận ra những chiếc xe bay trên không trong khu vực của anh ta, anh ta đang bối rối bởi những gì anh ta nhìn thấy và thành thực mà nói, cả chúng ta nữa. Đây là trường hợp được ghi chép tốt nhất trong hồ sơ, và thú thực là chúng tôi đã không thể, mặc dù điều tra kỹ lưỡng, tìm ra được chiếc xe hoặc các biện pháp kích thích khác làm Zamora hoảng sợ đến mức hoảng loạn."